# 마이클 웬던
마이클 빈센트 웬던(Michael Vincent Wenden, AM, MBE, 1949년 11월 17일 ~ )은 전 오스트레일리아의 수영 선수로 1968년과 1972년 하계 올림픽에 나갔다.
시드니 출신의 웬던은 멕시코시티 올림픽에서 100m-200m 자유형의 금메달, 자유형 릴레이의 은메달과 동메달을 획득하였다.
그는 또한 1966년부터 1974년까지 3개의 코먼웰스 게임에서 9개의 금메달, 3개의 은메달과 1개의 동메달을 따내기도 하였다.
1979년 국제 수영 명예의 전당에 헌액되었다. 2000년 시드니 올림픽 개막식에서 오륜기를 들고 나온 8명 중의 하나였다.
그는 뉴사우스웨일스 대학교로부터 상업 학사를 보유하고 있다.

## 같이 보기
- 올림픽 수영 남자 메달리스트 목록
- 수영 자유형 100m 세계 기록 추이
- 수영 계영 800m 세계 기록 추이